# محوطه دمب کوه
محوطه دمب کوه مربوط به دوره اشکانیان است و در شهرستان چابهار، بخش دشتیاری، روستای بلور مچی واقع شده و این اثر در تاریخ ۷ مهر ۱۳۸۱ با شمارهٔ ثبت ۶۴۷۵ به‌عنوان یکی از آثار ملی ایران به ثبت رسیده است.